# Îles Vierges des États-Unis aux Jeux olympiques d'été de 2004
Les Îles Vierges des États-Unis participe aux Jeux olympiques d'été de 2004 à Athènes. Il s'agit de leur 9e participation à des Jeux d'été.
La délégation insulaire-des-îles-vierges-américaines, composée de 6 athlètes, termine sans médaille.